# Miguel Cinches
Miguel C. Cinches SVD (* 7. Februar 1932 in Dauis, Bohol, Philippinen; † 12. April 2010 in Manila) war ein philippinischer Ordensgeistlicher und römisch-katholischer Bischof von Surigao.

## Leben
Miguel Cinches trat 1956 der Ordensgemeinschaft der Steyler Missionare bei und empfing nach seiner theologischen Ausbildung am 22. Oktober 1961 die Priesterweihe. Er lehrte am „Christ the King Mission Seminary“ (1961–1964) und am Ordensseminar in Tagaytay City (1968–1973). Nach einem Promotionsstudium der Philosophie 1968 wurde er an der Päpstlichen Universität Gregoriana in Rom promoviert; 1968 absolvierte er an der Katholischen Universität von Amerika ein Aufbaustudium in Musik (Komposition und Dirigat). 1968 wurde er zum Rektor des Seminars in Tagaytay City ernannt.
Papst Paul VI. ernannte Cinches am 10. Januar 1973 zum Bischof von Surigao. Die Bischofsweihe spendete ihm Erzbischof Carmine Rocco, Apostolischer Nuntius auf den Philippinen am 24. März desselben Jahres; Mitkonsekratoren waren Federico G. Limon SVD, Erzbischof von Lingayen-Dagupan, und sein Amtsvorgänger Charles Van den Ouwelant MSC. Er war Präsident der „Ecclesiastical Filippino in Urbe“ in Rom und Vorsitzender der „Catholic Education Association of the Philippines“.
Seinem krankheitsbedingten Rücktrittsgesuch gab Papst Johannes Paul II. am 21. April 2001 statt.
Miguel Cinches galt als anerkannter Komponist liturgischer Musik.